# Simpert (Regensburg)
Simpert, auch Sindbert († 29. September 791) war der dritte Bischof von Regensburg von 768 bis 791.
Simpert stammte aus dem Donaugau aus der hochadeligen Familie der Hachilinga (siehe auch Hechlingen). Er war, wie die anderen ersten Regensburger Bischöfe auch zugleich Vorsteher von Kloster Sankt Emmeram. In seine Zeit als Bischof fällt die Auseinandersetzung um Eigenkirchen, die in Tassilo III. einen Förderer gefunden hatten. Erst Karl der Große sah ein politisches Interesse, die Position der Bischöfe zu stärken. Simpert zählt dennoch zu den Parteigängern Tassilos III. und gilt später als Anhänger Karls des Großen. Der Chronist Lorenz Hochwart konnte zur Charakterisierung des Bischofs auf heute verschollene Quellen zurückgreifen, er bezeichnete Simpert als "friedfertigen Menschen". Dennoch zog dieser mit dem König, dem Bischof von Metz Angilram und dem Bischof von Freising Atto im August 791 von Regensburg aus auf einen Feldzug gegen die Awaren, bei dem Simpert gefallen ist.